# Алексий (Ярошук)
Архиепископ Алексий (в миру Александр Ярошук, пол. Aleksander Jaroszuk; 16 марта 1925 — 24 сентября 1982, Вроцлав) — епископ Польской православной церкви, архиепископ Вроцлавский и Щецинский.

## Биография
В 1957 году окончил Варшавскую духовную семинарию, а в 1963 году — высшие богословский курсы в Христианской Богословской Академии в Варшаве.
18 октября 1964 года епископ Василий (Дорошкевич) рукоположил его во священника.
Служил в Вроцлавско-Щецинской епархии в Зимной Воде, Липинах, Тожиме и Михалове.
22 января 1970 года хиротонисан во епископа Люблинского, викария Вроцлавской епархии.
26 января 1970 года назначен временным управляющим Вроцлавской епархией.
23 июня 1971 года назначен епископом Вроцлавским и Щецинским.
В 1971 году к его епархии была присоединена территория Опольского воеводства.
18 апреля 1982 года возведён в достоинство архиепископа.
Скончался 24 сентября 1982 года.